# Natalya
Natalie „Nattie“ Katherine Neidhart-Wilson (* 27. Mai 1982 in Calgary, Alberta als Natalie Katherine Neidhart) ist eine kanadische Wrestlerin. Sie ist die Tochter von Jim „The Anvil“ Neidhart, die Nichte von Bret Hart und die Cousine von David Hart Smith. Sie tritt regelmäßig unter ihrem Ringnamen Natalya in den von WWE produzierten Wrestlingshows auf. Sie ist seit dem 30. Juni 2013 mit Theodore James (TJ) Wilson, ihrem ehemaligen Partner im Team „The Hart Dynasty“, besser bekannt unter seinem WWE Ringnamen Tyson Kidd, verheiratet. Sie ist außerdem in der Serie Total Divas zu sehen. Ihre bisher größten Erfolge sind der Erhalt der WWE Divas Championship, und der Erhalt der WWE SmackDown Women’s Championship.

## Wrestling-Karriere

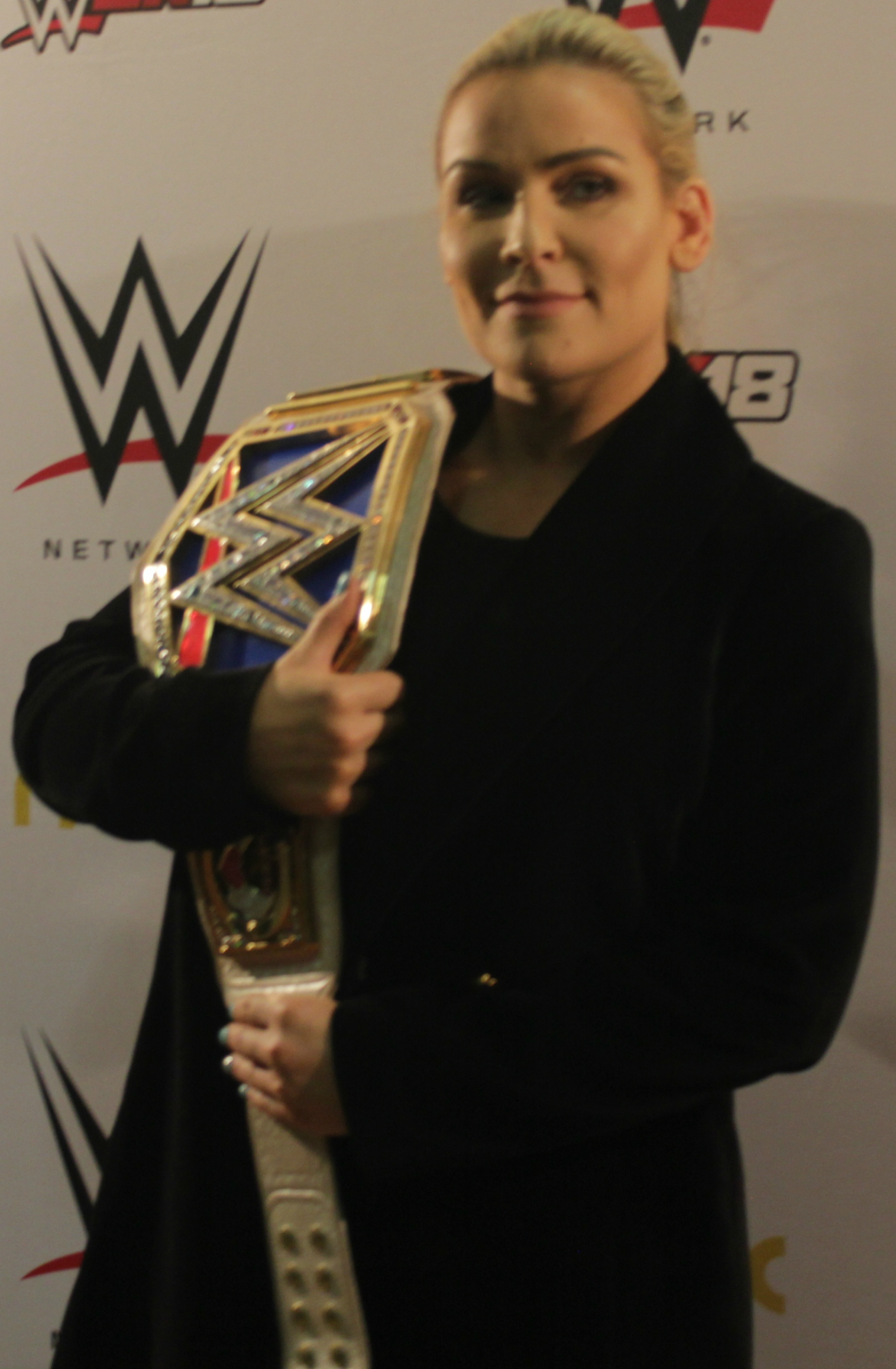
Natalya als SmackDown Women’s Champion im Jahr 2017

### Anfänge
Neidhart wurde vor dem Anfang ihrer Wrestling-Karriere in Stu Harts Wrestlingschule, dem Hart Submission Dungeon, trainiert.
Ihr Wrestling-Debüt gab sie als 17-Jährige im Jahr 2000. Sie trat sowohl in der damaligen Familien-Liga STAMPEDE Wrestling als auch in der zur National Wrestling Alliance gehörenden Liga Extreme Canadian Championship Wrestling an. 2005 durfte sie zum ersten Mal einen Titel, die STAMPEDE Women’s Pacific Championship, erringen und diese 133 Tage halten. Nach einem kurzfristigen Titelverlust durfte sie am 16. Dezember 2005 den Titel erneut erringen und nochmals 349 Tage behalten.

### WWE (seit 2007)
Im Januar 2007 unterschrieb Neidhart einen Entwicklungsvertrag mit World Wrestling Entertainment (WWE). Im Frühjahr 2007 debütierte sie bei Deep South Wrestling (DSW), der damaligen Entwicklungsliga der WWE. Nachdem sich die WWE von DSW getrennt hatte, trat Neidhart bei Ohio Valley Wrestling (OVW) und bei Florida Championship Wrestling (FCW) auf.
Am 4. April 2008 gab sie ihr WWE-Debüt bei SmackDown. Kurz darauf wechselte sie zur ECW, wo sie mit Tyson Kidd und David Hart Smith das Stable Hart Dynasty bildete. Im Juni 2009 wurden sie und das gesamte Stable erneut zum SmackDown-Brand gewechselt.
Nachdem Smith und Kidd die WWE Tag Team Championship am 26. April 2010 gewannen, wurden sie einen Tag später beim WWE Draft gemeinsam zu RAW gewechselt. Das Stable löste sich im November 2010 auf.
Bei Survivor Series am 21. November 2010 gewann Neidhart zum ersten Mal die WWE Divas Championship von Michelle McCool. Am 30. Januar 2011, beim PPV Royal Rumble, gab sie den Titel an Eve ab.
Beim WWE Draft vom 26. April 2011 wurde sie zu SmackDown gewechselt. Von August 2011 bis März 2012 bildete sie mit Beth Phoenix die Divas of Doom.
Bei der Großveranstaltung Summerslam, die am 20. August 2017 stattfand, besiegte sie Naomi und gewann zum ersten Mal die WWE SmackDown Women’s Championship. Damit war sie die erste Wrestlerin, die sowohl die alte Diva’s Championship als auch eine der neugeschaffenen WWE Women’s Championships gewinnen konnte. Am 14. November 2017 verlor sie den Titel bei SmackDown Live in einem Match gegen Charlotte Flair.
Im Rahmen des Superstar Shake Up 2018 wechselte sie von SmackDown zu Raw. Bei WrestleMania 35 nahm sie gemeinsam mit Beth Phoenix am Match um die WWE Women’s Tag Team Championship teil, konnte dieses jedoch nicht gewinnen. Ebenso wenig erfolgreich verlief ihre Teilnahme am Money in the Bank Ladder Match am 19. Mai 2019 teil. Am 11. August 2019 verlor sie ein Submission Match um die Raw Women's Championship gegen Becky Lynch beim WWE SummerSlam. Am 24. November 2019 bestritt sie bei den WWE Survivor Series zusammen mit Asuka, Charlotte Flair, Kairi Sane und Sarah Logan ein Traditional Survivor Series Elimination Match gegen Sasha Banks, Carmella, Dana Brooke, Lacey Evans, Nikki Cross, Rhea Ripley, Io Shirai, Bianca Belair, Toni Storm und Candice LeRae.
Am 12. Oktober 2020 wechselte sie durch den Draft zu SmackDown. Im Jahr 2021 begann sie zusammen mit Tamina ein Tag Team zu gründen. Am 14. Mai 2021 gewannen sie die WWE Women’s Tag Team Championship. Hierfür besiegten sie Nia Jax und Shayna Baszler. Die Regentschaft hielt 129 Tage und die beiden verloren die Titel schlussendlich am 20. September 2021 an Nikki A.S.H. und Rhea Ripley.
Am 14. Januar 2022 wurde Natalya nach 3,17 Sekunden durch Aliyah besiegt, die dadurch in ihrem ersten Singles-Match den Rekord für das schnellste WWE Match in der Geschichte aufstellte. Beim Royal Rumble betrat Natalya als #12 das Royal Rumble Match, warf Summer Rae kurz nach deren Einzug aus dem Ring und wurde nach 36:49 Matchzeit durch Bianca Belair eliminiert. Für WrestleMania 38 im April 2022 schloss sie sich mit Shayna Baszler zu einer kurzen Allianz zusammen, um bei einem Fatal Four Way Match eine Chance auf den WWE Women’s Tag Team Championship zu erhalten, das Match gewann allerdings das Team aus Naomi und Sasha Banks. Nachdem sowohl ihre Titelchance für die SmackDown Women's Championship bei Money in the Bank als auch ihre kurzzeitige Allianz mit Sonya Deville erfolglos verliefen wurde Natalya den Rest des Jahres hauptsächlich in House Shows und NXT eingesetzt.
Das Jahr 2023 begann für Natalya beim traditionellen Royal Rumble Match, wo sie als #11 ins Match kam, aber schon nach kurzer Zeit durch die Teammitglieder von Damage CTRL eliminiert wurde. Im Februar nahm beim Elimination Chamber Match teil, konnte mit Hilfe von Asuka Liv Morgan eliminieren bevor sie unmittelbar danach durch Carmella aus dem Match ausschied. Bei WrestleMania 39 war sie mit ihrer damaligen Tag-Team Partnerin Shotzi Teil eines Fatal Four Way Matches mussten sich aber dem Team bestehend aus Ronda Rousey und Shayna Baszler geschlagen geben. Durch diese achte Teilnahme an der größten Show der WWE wurde sie zur Wrestlerin mit den meisten Teilnahmen in der Geschichte der WWE und bekam einen Eintrag im Guinness-Buch der Rekorde. Den nächsten Eintrag im Guinness-Buch sicherte sie sich durch das Match gegen Rhea Ripley bei WWE Night of Champions, welches sie zwar verlor, aber mit zu diesem Zeitpunkt 75 Auftritten bei Großveranstaltungen der WWE zur Frau mit den häufigsten Teilnahmen wurde.
Bei der Großveranstaltung Money in the Bank in London wurde Natalya von Guinness World Records offiziell für ihre insgesamt sechs Weltrekorde ausgezeichnet. Im November bekam sie eine Chance mit ihrer Tag-Team Partnerin Tegan Nox, um die Titel zu kämpfen, konnte diese Chance aber nicht nutzen und wurde sonst wie im vergangenen Jahr hauptsächlich in den House Shows eingesetzt.
Im Januar 2024 eröffnete Natalya zusammen mit Naomi das Royal Rumble Match der Frauen und wurde nach 20:56 Matchzeit ohne eigene Eliminierungen durch Tegan Nox aus dem Match geworfen.

## Wrestling-Erfolge
World Wrestling Entertainment

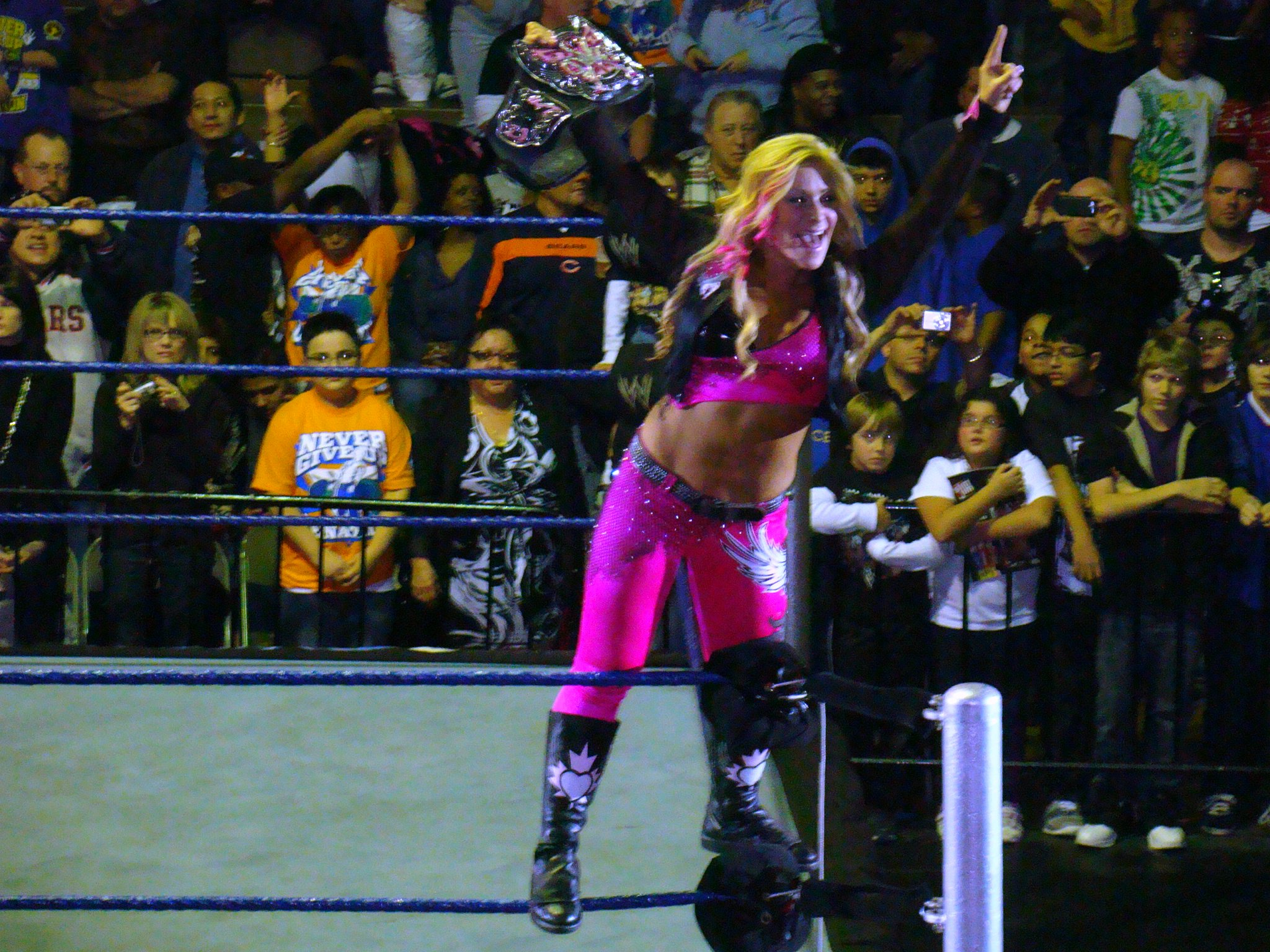
Natalya als WWE Divas Champion im Jahr 2011

- SmackDown Women’s Championship (1×)
- WWE Divas Championship (1×)
- WWE Women’s Tag Team Championship (1×) mit Tamina

STAMPEDE Wrestling
- STAMPEDE Women’s Pacific Champion (2×)
- Maple Flag Tournament (2004)
- Spelvin Elimination Tournament (2004)

NWA: Extreme Canadian Championship Wrestling
- NWA ECCW SuperGirls Championship (1×)

Guinness World Records
- Meiste WWE Matches (weiblich) 1.211 erreicht am 18. April 2024[7]
- Meiste Matches bei WWE Raw (weiblich) 174 erreicht am 5. Juni 2023[8]
- Meiste Matches bei WWE SmackDown (weiblich) 200 erreicht am 7. April 2022[9]
- Meiste Teilnahmen an WWE Großveranstaltungen (PPV/PLE) 75 erreicht am 27. Mai 2023[10]
- Meiste WWE Siege in der Karriere 675 erreicht am 17. April 2024[11]
- Meiste Teilnahmen bei WWE WrestleMania 8 erreicht am 2. April 2023[12]